# Nationellt Vintersportcentrum
Nationellt Vintersportcentrum (på engelska Swedish National Winter Sports Research Centre) är ett forskningscentrum i Östersund, ingående i Mittuniversitetet.
Förutom forskning bedrivs testverksamhet, utbildning och produktutveckling.
Centrumet är bland allmänheten mest känt för sin test- och träningsverksamhet för A-lagen i längdskidåkning och skidskytte. Det är ett av de idrottsforskningscentra i Sverige som publicerar flest artiklar varje år, varvid centrumet blivit internationellt erkänt.[källa behövs]